# مؤتمر باليرمو

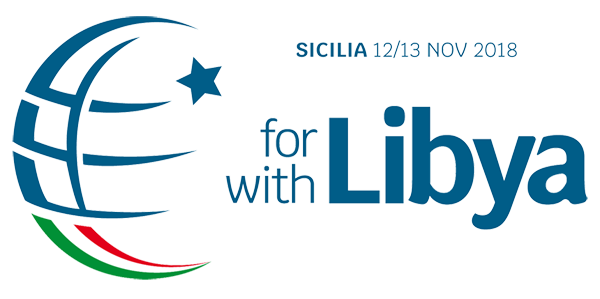

كان مؤتمر باليرمو مؤتمرًا استمر يومين عقد بباليرمو في إيطاليا في 12-13 نوفمبر 2018 لمناقشة سياسة الأمم المتحدة بشأن ليبيا. لقد نظمه رئيس الوزراء الإيطالي جوزيبي كونتي، وحضرته وفود من 38 دولة، بما في ذلك روسيا والولايات المتحدة ومصر وتونس وتركيا، فضلا عن ممثلين عن العديد من الفصائل الليبية المتناحرة التي تقاتل من أجل السلطة في البلاد.
ومن بين الحاضرين رئيس الوزراء الليبي فايز السراج، والمشير الميداني الليبي خليفة حفتر، والرئيس المصري عبد الفتاح السيسي، والرئيس التونسي الباجي قائد السبسي، ووزير الخارجية القطري محمد بن عبد الرحمن بن جاسم آل ثاني، ورئيس مجلس النواب الليبي عقيلة صالح، وخالد المشري رئيس مجلس الأعيان في العاصمة الليبية طرابلس.
انسحب وفد تركيا، برئاسة نائب الرئيس التركي فوات أوكتاي، من المؤتمر في 13 نوفمبر نتيجة استبعاد المسؤولين الأتراك، بناء على إصرار حفتر، من اجتماع خاص بين اللاعبين الرئيسيين في الصراع.
في حين لم يؤد المؤتمر إلى أي اختراقات كبيرة، إلا أنه يمثل المناسبة الأولى التي شرعت فيها إيطاليا حفتر كطرف في مفاوضات السلام الليبية منذ إبرام الاتفاقات عام 2016 التي أدت إلى إنشاء حكومة الوفاق الوطني. حفتر، الذي قام بزيارة مفاجئة لموسكو في وقت سابق من ذلك الشهر، كان مترددًا في البداية في حضور محادثات باليرمو. ومن المحتمل أن تكون مصر وروسيا اقتنعتاه بالمشاركة في الحدث.
وأشاد النائب الإيطالي ماركو زاني بالمؤتمر. ونُقل عنه قوله «إن مؤتمر ليبيا في باليرمو كان خطوة أساسية من أجل تحقيق الاستقرار في ليبيا وأمن البحر الأبيض المتوسط بأكمله». مضيفا أن الحدث شكل محاولة إيطاليا للقيام بدور قيادي في عملية السلام الليبية.

## قائمة الدول المشاركة
الدول التي شاركت في المؤتمر مدرجة أدناه.
- الجزائر
- النمسا
- كندا
- تشاد
- جمهورية التشيك
- مصر
- إثيوبيا
- فرنسا
- ألمانيا
- اليونان
- إيطاليا
- الأردن
- مالطا
- المغرب
- هولندا
- النيجر
- بولندا
- قطر
- جمهورية الكونغو
- روسيا
- السعودية
- إسبانيا
- السودان
- السويد
- سويسرا
- تونس
- تركيا
- الإمارات العربية المتحدة
- المملكة المتحدة
- الولايات المتحدة

### منظمات فوق وطنية
- الاتحاد الأوروبي
- الجامعة العربية
- الأمم المتحدة
- الاتحاد الأفريقي
- البنك الدولي
- صندوق النقد الدولي